# Sào (đơn vị đo)
Bài này nói về đơn vị đo diện tích cổ của Việt Nam. Xem các nghĩa khác của sào.
Trong hệ đo lường cổ của Việt Nam, sào  là một đơn vị đo diện tích. Một sào bằng 1/10 mẫu hoặc 1 công.
Cách tính diện tích theo đơn vị mẫu hay sào tùy theo từng vùng. Chẳng hạn, ở Bắc Bộ 1 sào = 360 m²; Trung Bộ 1 sào = 500 m²; Nam Bộ 1 sào = 1000 m². Đơn vị mẫu cũng như sào hiện vẫn còn được sử dụng trong nông nghiệp ở Việt Nam....